# Zwart boshoen
Het zwart boshoen (Megapodius freycinet) is een vogel uit de familie grootpoothoenders (Megapodiidae). De wetenschappelijke naam van de soort is voor het eerst geldig gepubliceerd in 1823 door Gaimard en is vernoemd naar Louis de Freycinet.

## Beschrijving
Het zwart boshoen is een middelgroot grootpoothoen dat gemiddeld 41 cm lang is. De vogel is donkergrijs tot zwart gekleurd, met een puntige kam op de kop en rond het oog een roodgekleurde, naakte huid. De poten zijn donker gekleurd, de snavel is geel, de iris is donker. Net als de andere grootpoothoenders legt het boshoen zijn eieren in speciale nest- of broedhopen van aarde gemengd met bladeren, takjes, grind en zand.

## Taxonomie
De taxonomie van deze soort is vrij complex. Vroeger werden grootpoothoenders uit het geslacht Megapodius bijna allemaal tot deze soort gerekend. Nu behoort de soort tot een clade waarbij het grijs boshoen uit Nieuw-Guinea het dichtst bij deze soort staat.

## Voorkomen en leefgebied
Het zwart boshoen komt voor in bossen, moerassen en mangroven in Indonesië op de Molukken en Raja Ampat-eilanden.
De soort telt vijf ondersoorten:
- M. f. quoyii: de noordelijke Molukken.
- M. f. freycinet: Gebe, Waigeo, Misool en de nabijgelegen eilandjes.
- M. f. oustaleti: de eilandjes nabij noordwestelijk Nieuw-Guinea, Batabta en Salawati.
- M. f. forsteni: (Forstens boshoen) Ceram en nabijgelegen eilanden
- M. f. buruensis: Buru

## Status
Op de Rode Lijst van de IUCN heeft de soort de status niet bedreigd.